# Топонимия Вьетнама

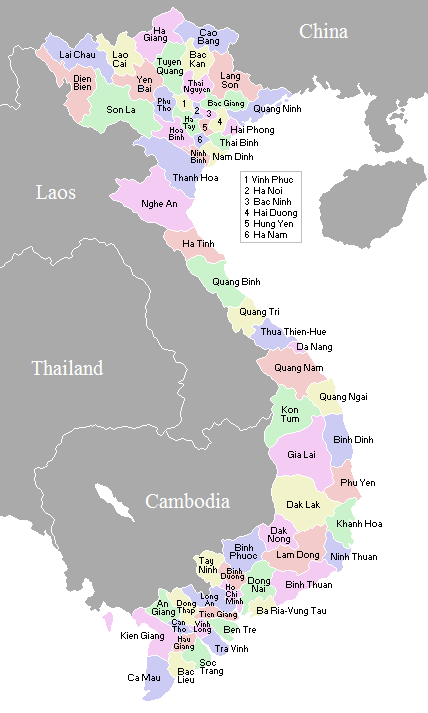
Административное деление Вьетнама.

Топонимия Вьетнама — совокупность географических названий, включающая наименования природных и культурных объектов на территории Вьетнама. Структура и состав топонимии страны обусловлены её географическим положением, этническим составом населения и богатой историей.

## Название страны
Название страны происходит от этнонима титульной нации — вьетов. Первоначальная область расселения вьетов включала более северные земли бассейна реки Сицзян (Южный Китай), откуда вьеты по прибрежным равнинам постепенно передвигались на юг, откуда и название «Вьетнам» — «южные вьеты» или «страна южных
вьетов» (вьетнамское nam — «юг»), в отличие от других территорий, которые заселены другими группами вьетов.
Впервые название «Вьетнам» употребил поэт Нгуен Бинь Кхием в своей книге «Пророчества Чанг Чиня» в XVI веке, написав «И был образован Вьетнам». Это имя было выгравировано на 12 стелах XVI—XVII веков, в частности в пагоде Бао Лам в Хайфоне.
В 1804—1813 годах император Зя Лонг использовал слово «Вьетнам» в официальных документах. Однако до 1945 года страна обычно называлась «Аннам», пока название не было изменено официально императором Бао Даем.
Официальное название страны — Социалистическая Республика Вьетнам (СРВ)  (вьет. Cộng Hòa Xã Hội Chủ Nghĩa Việt Nam, тьы-ном 共和社會主義越南, конг хоа са хой тю нгиа вьет нам).

## Формирование и состав топонимии
В топонимии Вьетнама отчётливо выделяется несколько топонимических пластов. Основным является собственно вьетнамский пласт. Значителен и пласт топонимов китайского происхождения. Вьетнамская топонимия испытала сильное китайское влияние, что связано с девятивековым китайским владычеством. Многие китайские географические термины входят в состав топонимов Вьетнама (ха — «река», хо — «озеро», суй — «вода» и др.). Кроме того, в топонимии Вьетнама имеется немалое количество названий кхмерского, тайского, лаосского, индонезийского, европейского происхождения, а также топонимов на языках различных народностей Вьетнама (тхай, тай, мыонг, нунг, мяо, банар, джарай, ма, мнонг, стиенг, халанг, чам и другие), а также гибридные названия.
Вьетнамский язык по грамматическому строю и лексическому составу близок и к бирманскому, и к китайскому и относится к подгруппе вьетских языков. Подобно китайскому, вьетнамский язык характеризуется односложными словами и простым словообразованием, поэтому вьетнамская топонимия несколько напоминает китайскую, отличаясь от неё лишь лексическим составом. На рассматриваемой территории повсеместно распространены вьетнамская гидронимия, оронимия и названия поселений. Вот типичные гидронимы: Сонг-Чай, Сонг-Ам, Сонг-Кой, Сонг-Бо, Сонг-Кон, Сонг-Бунг, Сонг-Рам (сонг— река) и т. д. На учебных картах иногда рядом с вьетнамскими названиями записывался русский перевод (калька): Сонг-Ха — «Красная река», Сонг-Бо — «Чёрная река», Сонг-Ам — «Чистая река» и т. д. Примерами вьетнамских оронимов могут быть Шыонг-Шон, Фу-Луонг, Фу-Лой, Пу-Биа, Рао-Ко, Фу-Кан-Ап и др.; примерами названий поселений — Хагианг, Каобанг, Тай-Нгуйен, Тай-Бинь, Тай-Хоа, Куанг-Три, Куанг-Нам и др. Характерная особенность вьетнамской топонимии—широкое распространение легко раскрываемых, простых названий, характеризующих особенности объекта: цвет воды в реке, размеры поселения и т. д. По наблюдениям Э. М. Мурзаева, вьетнамская топонимическая модель характеризуется четкими позициями определяемого и определения: на первом месте стоит определяемое, на втором — определение. Например, Сонг-Хонг, то есть «река Красная», Нуи-Као — «гора высокая», Хо-Тэй — «озеро западное». Это правило сразу же позволяет отличить вьетнамскую модель от китайской: Хонг-ха (Хун-ха) — «Красная река». На этом основании можно, например, прийти к заключению о том, что названия рек Меконг и Менам не вьетнамского происхождения, поскольку в них определяемое занимает второе место (Меконг — «большая река», Менам — «большая вода»).
Характеристика природных особенностей, заключенная в некоторых топонимах Вьетнама, помогает и в решении ряда вопросов палеогеографии. Например, смысловое значение основ, составляющих название города Хайфон — «морская защита». В действительности же город ушёл на 18 километров от моря благодаря быстрому накоплению отложений реки Красной.

## Топонимическая политика
Топонимической политикой в стране занимается Департамент геодезии и картографии Вьетнама, созданный в 2002 году.